# Velký Londýn
Velký Londýn je nejvyšším administrativním celkem spravujícím Londýn. Je jedním z devíti regionů Anglie. Správní oblast Velkého Londýna zastupuje části Londýna, které zahrnují City (City of London), Westminster (City of Westminster) a dalších 31 londýnských městských obvodů (London Borough). Velký Londýn zahrnuje to, co je všeobecně známo jako Londýn – hlavní město Anglie a Spojeného království. Plocha tohoto území je 1569 km² a počet obyvatel činí přibližně 8,90 milionu (viz také oddíl Obyvatelstvo v článku Londýn). Nejvyšším místem Velkého Londýna je Botley Hill v North Downs s výškou 267 m.
Od roku 2000 je Velký Londýn řízen institucí Greater London Authority (GLA) a přímo voleným starostou Londýna (Mayor of London), jímž je  od r. 2016 Sadiq Aman Khan, který je kontrolován voleným zastupitelským orgánem, jimž je Londýnské shromáždění (London Assembly). Sídlem GLA je radnice v Southwarku.
Status Velkého Londýna je poněkud neobvyklý. Oficiálně je (s výjimkou City, které je ceremoniálním hrabstvím samo o sobě) klasifikován jako ceremoniální hrabství (ceremonial county) a jako jeden z devíti regionů Anglie a v tomto kontextu je označován jako Londýn. Je jedinou anglickou oblastí, která má široce přenesené pravomoci na městské obvody, volené oblastní zastupitelstvo a přímo voleného starostu.
Termín Londýn je běžně používán jako označení pro Velký Londýn nebo pro jeho čtvrti a ne pro malou centrální oblast – City (pro niž je používáno označení City of London). Podle striktního právního výkladu však Velký Londýn není město a nemá oficiální status města (ačkoli Westminster a City tento status mají). Prakticky ale Velký Londýn město je a jako takové je běžně označováno.

## Historie
Velký Londýn byl formálně ustanoven 1. dubna 1965. Nahradil původní administrativní hrabství (administrative counties) Middlesex a Londýn a navíc absorboval City, která nebyla pod správou původní Rady Londýnského hrabství, části Kentu, Hertfordshiru, Surrey a Essexu. Velký Londýn hraničí s hrabstvími Essexem, Hertfordshirem, Buckinghamshirem, Berkshirem, Surrey a Kentem.
Místní samospráva Velkého Londýna byla původně dvoustupňová. Instituce správy Velkého Londýna - Rada Velkého Londýna (Greater London Council, zkráceně GLC) se dělila o pravomoci se samosprávným orgánem City – Corporation of London a samosprávami jednotlivých městských částí – London borough councils. GLC byl v roce 1986 zrušen a některé jeho funkce byly převedeny na samosprávy City a jednotlivých částí, zatímco ostatní připadly centrální vládě. V roce 2000 vláda znovu ustavila administrativní orgán pro správu Velkého Londýna – Greater London Authority (GLA) sestávající ze zastupitelstva (London Assembly) a starosty (Mayor of London). Starosta je volen v přímých volbách a v letech 2000 i 2004 je vyhrál Ken Livingstone, který stál v čele zrušeného GLC. Od roku 2008 do roku 2016 byl starostou konzervativec Boris Johnson. Od roku 2016 je starostou labourista Sadiq Khan.
Termín Velký Londýn se používal již před rokem 1965, částečně pro označení oblasti, ve které působila policejní služba Metropolitan Police Service. V současné době se pro oblast působnosti této policejní složky spíše používá termín Metropolitan Police District.

## Historický vývoj počtu obyvatel
Počet obyvatel území, které je označováno jako Velký Londýn, rostl z počtu asi 1,1 milionu  roce 1801 (v té době žilo asi 0,85 milionu lidí v oblasti města Londýna a asi 0,25 milionu ve vesnicích a městech, která tehdy nebyla součástí Londýna) do odhadovaných 8,6 milionu v roce 1939, poklesl na úroveň 6,8 milionu v roce 1980 a poté zase začal mírně stoupat. V roce 2003 dosáhl počet obyvatel Velkého Londýna zhruba úrovně počátku 70. let 20. století.
| Rok  | Počet obyvatel |
| 1891 | 5 572 012      |
| 1901 | 6 506 954      |
| 1911 | 7 160 525      |
| 1921 | 7 386 848      |
| 1931 | 8 110 480      |
| 1939 | 8 615 245      |
| 1951 | 8 196 978      |
| 1961 | 7 992 616      |
| 1971 | 7 452 520      |
| 1981 | 6 805 000      |
| 1991 | 6 829 300      |
| 2001 | 7 322 400      |
| 2003 | 7 387 900      |

Poznámka k údajům: Čísla odpovídají rozsahu území definovaném statistickým úřadem (Office for National Statistics – ONS) v hranicích roku 2001. Data před rokem 1971 byla rekonstruována ONS na základě předchozích sčítání obyvatel, aby odpovídala rozsahu oblasti v roce 2001. Údaje od roku 1981 jsou odhady počtu obyvatel uprostřed roku založené na číslech vlastních sčítání.

## Mapa londýnských obvodů
(*) – City má v rámci Velkého Londýna specifické postavení